# George Grenfell
Pour les articles homonymes, voir Grenfell.
George Grenfell, né le 21 août 1849 à Sancreed (Cornouailles) et mort le 1er juillet 1906 à Basoko (État indépendant du Congo), aujourd'hui la République démocratique du Congo), est un  missionnaire chrétien baptiste et explorateur britannique.

## Biographie
Grenfell, né le 21 août 1849 à Sancreed (Cornouailles), est originaire d'une famille de tradition anglicane. Grenfell epouse Mary Hawkes, la sœur d'un ami proche. Elle décède en janvier 1877, après avoir donné naissance à un enfant mort-né. En 1878, il se remarie avec Rose Edgerley, sa ménagère jamaïcaine, qui l'aidera beaucoup dans ses contacts avec les indigènes au Congo.
Après que sa famille ait déménagé à Birmingham, il est éduqué dans une section de la King Edward's School. Il se convertit à la religion baptiste le 7 novembre 1864. L'exemple du célèbre missionnaire-explorateur en Afrique, David Livingstone, l'inspire particulièrement. En 1873, il commence ses études au Bristol Baptist College. Il y rencontre le missionnaire Alfred Saker. Le 10 novembre 1874, sa candidature pour rejoindre l'Afrique est acceptée par la Société missionnaire baptiste.

### Ses missions en Afrique

#### Au Cameroun
Il arrive au Cameroun le 19 décembre 1874. Il y travaille aux côtés d'Alfred Saker à Cameroons Town (Douala) et formait les jeunes hommes de la mission en compétences pratiques. Leur groupe, influencé par l'idéal de Livingstone, voulait créer une communauté chrétienne financièrement indépendante. Grenfell y fait la connaissance de Joseph Jackson Fuller et de Francis Pinnock, deux anciens esclaves jamaïcains qui, avec d'autres, voulaient amener l'évangile à leur ancienne patrie. Plus tard, Jean Pinnock, fils de Francis, deviendra un fidèle compagnon lors de ses missions au Congo.
Après un premier congé en Angleterre en 1875, il repart au Cameroun en 1876. 
Le respect de Grenfell pour Fuller s'accroît  à mesure que l'activité missionnaire de ce dernier influence les indigènes. En 1878, Grenfell fait un relevé topographique et une carte des versants sud de la montagne du Cameroun. La même année, il  remonte les fleuves Mungo, Yabiang, Wouri, Lungasi, Sanaga. À la suite de ses explorations, il envoie un rapport détaillé de ses voyages à la Royal Geographical Society à Londres.
Comme Livingstone avant lui en Afrique méridionale, il se souciait de trouver la meilleure voie vers l'intérieur, la voie qui permettrait d'établir le contact avec les sociétés africaines traditionnelles qui n'avaient pas encore été touchées par l'influence européenne.

#### Au Congo
En 1877, avec Thomas Comber, un jeune missionnaire venu le rejoindre, il entame une série de voyages vers l'intérieur du pays à partir de Cameroons Town. Ces voyages sont le début de l'importante exploration menée au Congo. Il effectue sa première et seconde visite au Congo de janvier à mars puis de mai à octobre 1878. En novembre 1880 il visite Fernando Poo, puis, en décembre, repart en mission au Congo. 

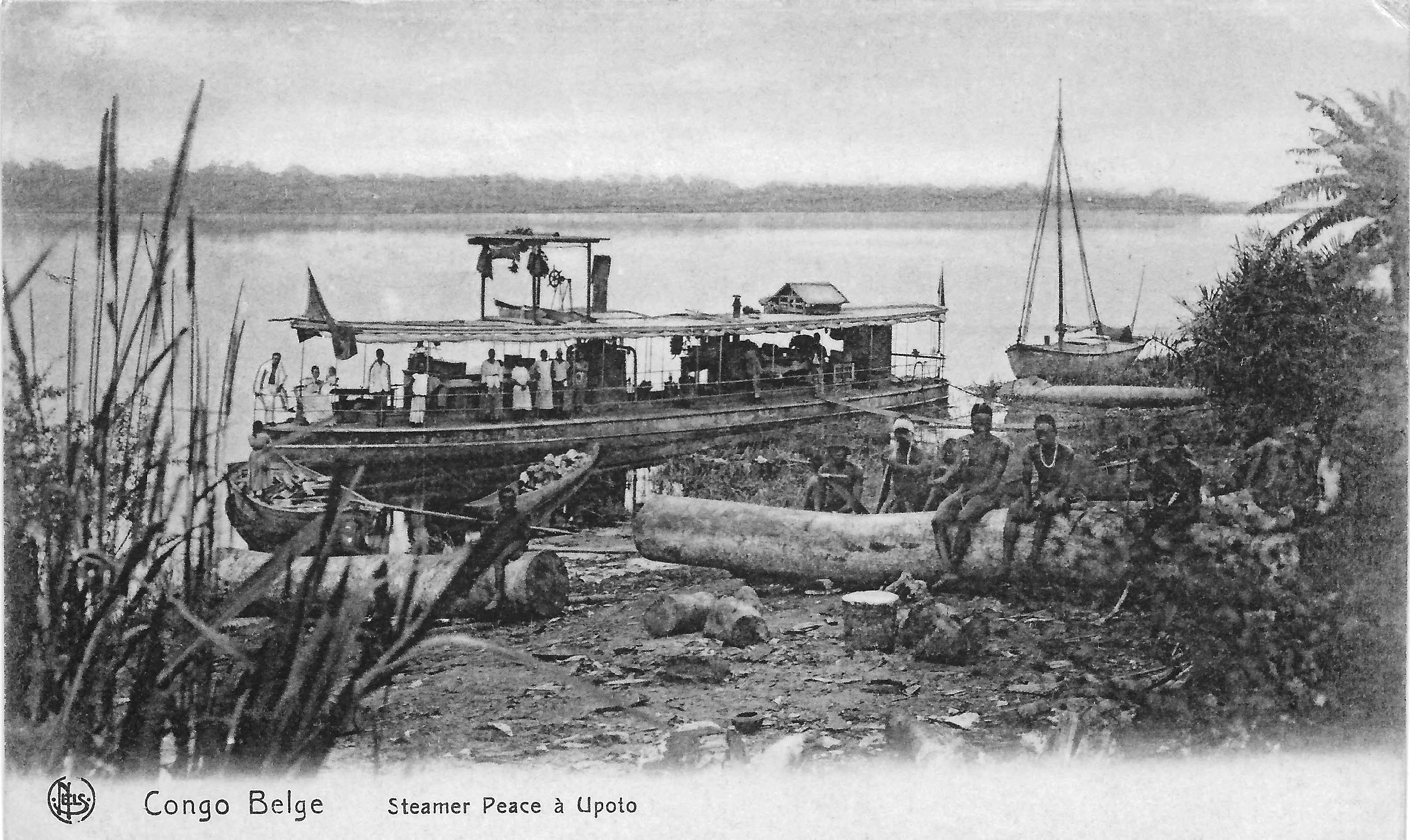
Le vapeur Peace à Upoto.

Entre 1884 et 1886, parcourant plus de 20 000 km, il reconnaît à bord de son petit vapeur Peace le réseau fluvial et les affluents du fleuve Congo : l'Oubangi, la Mongala, l'Itimbiri, la Lomami, le Kasaï et le Kwango. Au Peace, s'ajoutera le steamer Goodwill. Il publie ensuite la première carte hydrographique de l'Afrique centrale. Les découvertes de Grenfell ont ainsi rendu de grands services à l'État indépendant du Congo, démontrant qu'il était possible à partir du fleuve Congo d'accéder à un large bassin fluvial en direction du lac Tanganyka.
Après un deuxième congé en Angleterre en 1881, il repart en 1882 pour le Congo où il arrive le 9 décembre. Il bénéficie d'un troisième congé de février à septembre 1887 et d'un quatrième de décembre 1890 au 3 novembre 1891. En 1892, la société missionnaire protestante s'était bien développée sous l'impulsion de George Grenfell. On y comptait ainsi sept missions : à Underhill, Ngombi, Léopoldville, Bolobo, Lukolela, Munsembi et Upoto.  

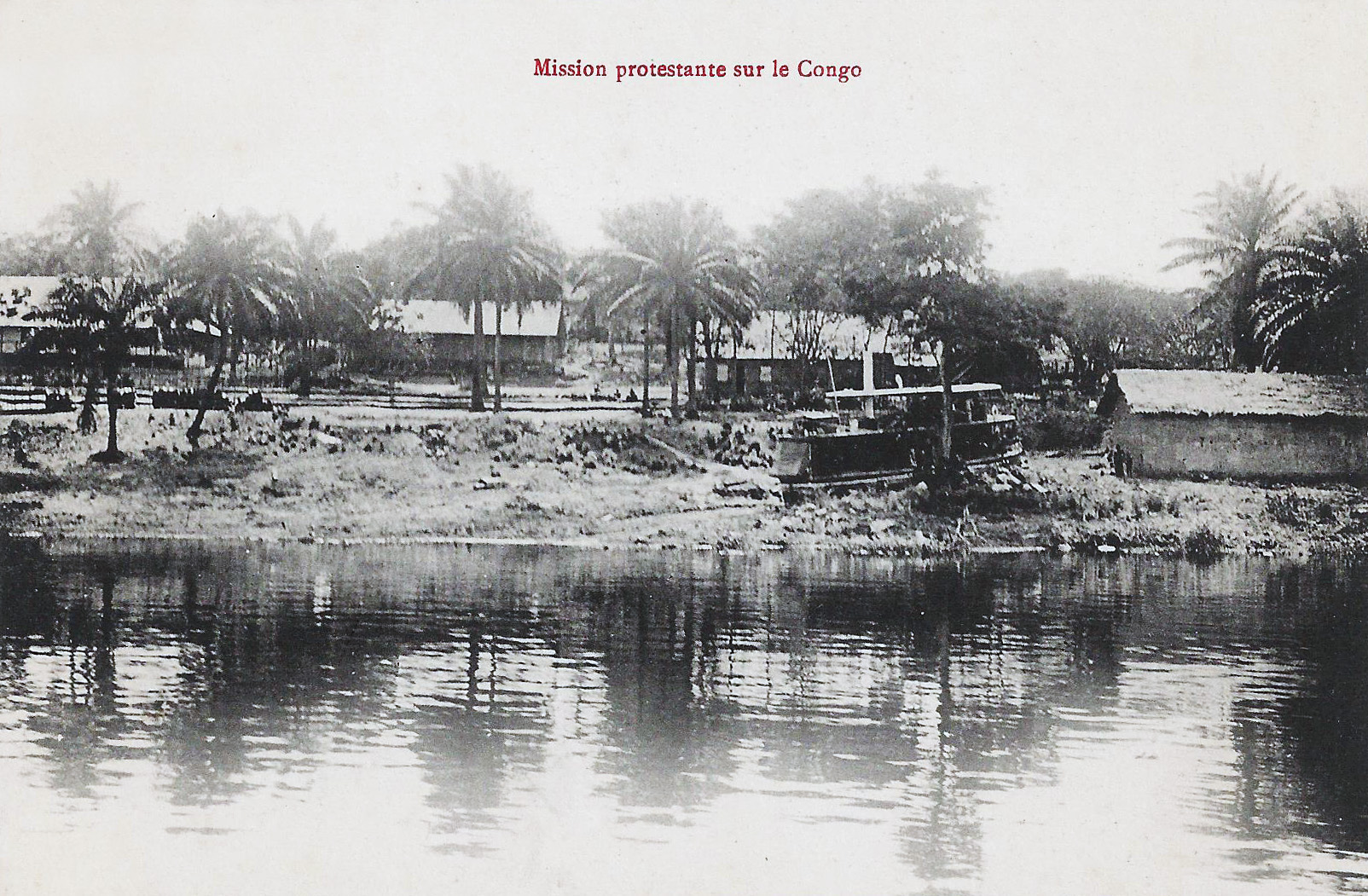
Mission protestante sur le fleuve Congo.

De mai 1892 à juin 1893, le roi Léopold II le nomme commissaire royal pour délimiter la frontière dans la région du Lunda avec l'Angola portugais. Il est accompagné par l'escorte du lieutenant Gorin qui sera amenée à intervenir lorsqu'en septembre 1892, ils se retrouvent bloqués par des indigènes révoltés.
En 1896, il fait partie d'une commission mise en place par l'État indépendant du Congo et composée de missionnaires catholiques et protestants qui a pour but signaler à l'autorité les cas de violence commis à l'encontre des indigènes et de suggérer des mesures pour améliorer leur condition matérielle et morale, mettre fin à l'anthropophagie et lutter contre le trafic de spiritueux.
De mai 1900 à septembre 1901, il prend son cinquième congé.
Le 1er juillet 1906, il décède à Basoko d'une attaque d'hématurie et est inhumé dans le cimetière de cette localité.

## Œuvre
Ses nombreuses recherches géographiques ont été publiées par la Royal Geographical Society, notamment dans les Actes de la Société Royale Géographique 4 (1882) : 585-95, 648, et le Journal Géographique 20 (1902) :485-98,572.
Journaux, correspondance et livres de lettres sont préservés dans les archives de la Société Missionnaire Baptiste, dans la Bibliothèque Angus, Collège de Regent Park, Oxford, en Angleterre.
Le musée de Tervuren près de Bruxelles a conservé quelques-uns des instruments qui ont permis au missionnaire-géographe de faire des relevés scientifiques au Congo belge.